# Wild Ones
Wild Ones ist das vierte Studioalbum des US-amerikanischen Rappers Flo Rida. Es erschien am 22. Juni 2012 unter dem Label Atlantic Records. Auf dem Album wirken unter anderem Sia Furler, Jennifer Lopez, Redfoo und Georgi Kay als Gastmusiker mit. Im November erschien das Re-Release Wild Ones: Holiday Edition.

## Singles
Im September 2011 wurde die erste Single des Albums, Good Feeling, ausgekoppelt. Die Single ist ein Remix von Aviciis Song Levels. Good Feeling erreichte in den deutschen, österreichischen und britischen Charts den ersten Platz. In den USA und in der Schweizer Hitparade schaffte es Good Feeling jeweils auf den Rang drei.
Am 20. Dezember 2011 erschien die Single Wild Ones, bei der die Sängerin Sia mitwirkte. Die Single schaffte es in Deutschland bis auf Platz sechs, in Österreich auf Platz zwei und in der Schweiz auf Position drei. Im Vereinigten Königreich schaffte es Wild Ones auf den vierten Platz und in den USA bis auf den fünften Platz.
Am 24. April 2012 wurde die Single Whistle ausgekoppelt. Sie erreichte in Deutschland, Österreich und dem Vereinigten Königreich Platz zwei der Charts. In den USA und in der Schweiz schaffte es die Single auf den ersten Platz.
Ebenfalls erschien der Song Let It Roll als Download, zu dem auch ein Musikvideo veröffentlicht wurde. Ebenfalls auf der Single zu finden ist der zweite Part von Let It Roll, bei dem auch der Rapper Lil Wayne mitwirkt.
Als nächste Single wurde I Cry, ein Cover des Songs Cry (Just a Little) von den Bingo Players veröffentlicht. Bereits vor der Singleveröffentlichung stieg der bis an die Spitze der norwegischen Charts.
Als letzte Single wurde Sweet Spot mit Jennifer Lopez veröffentlicht. Jedoch konnte das Lied keine großen Erfolge landen. Auch das angekündigte und fertig gedrehte Musikvideo wurde nicht veröffentlicht. Gründe dafür sind offiziell nicht bekannt.

## Titelliste
| Nr.          | Titel                                 | Autor(en) | Produzenten                    | Länge |
| ------------ | ------------------------------------- | --- | ------------------------------ | ----- |
| 1.           | Whistle                               | Tramar Dillard, David Glass, Marcus Killian, Justin Franks, Breyan Isaac, Antonio Mobley                                 | DJ Frank E, Glass              | 3:45  |
| 2.           | Wild Ones (feat. Sia)                 | Dillard, Raphaël Judrin, Pierre-Antoine Melki, Sia Furler, Axel Hedfors, Jacob Luttrell, Marcus Cooper, Benjamin Maddahi | soFLY & Nius, Axwell           | 3:53  |
| 3.           | Let It Roll                           | Dillard, Mike Caren, Hedfors, Isaac, Silas Johnson, Judrin, Melki, Mobley                                                | soFLY & Nius, Axwell           | 3:15  |
| 4.           | Good Feeling                          | Dillard, Łukasz Gottwald, Henry Walter, Isaac, Arash Pournouri, Tim Bergling, Etta James, Leroy Kirkland, Pearl Woods    | Dr. Luke, Cirkut, Avicii       | 4:06  |
| 5.           | In My Mind, Part 2 (feat. Georgi Kay) | Dillard, Georgina Kingsley, Adam Forte, Josh Soon, Hedfors                                                               | Axwell, Ivan Gough, Feenixpawl | 4:30  |
| 6.           | Sweet Spot (feat. Jennifer Lopez)     | Julie Frost, Dillard, Jennifer Lopez, Issac, Johnson, Judrin, Melki, Mobley                                              | soFLY & Nius                   | 3:48  |
| 7.           | Thinking of You                       | Dillard, Richard Buttler Jr. Daniel Morris, James Scheffer                                                               | Rico Love, Earl & E            | 3:40  |
| 8.           | I Cry                                 | Dillard, Paul Baumer Marrten Hoogstraten                                                                                 | Futuristics, soFLY & Nius      | 3:42  |
| 9.           | Run (feat. Redfoo)                    | Dillard, Bryan Adams, Faheem Rasheed Najm, Jim Vallance                                                                  | GoonRock                       | 3:52  |
| Gesamtlänge: | Gesamtlänge:                          | Gesamtlänge: | Gesamtlänge:                   | 32:35 |

| Nr. | Titel                                 | Autor(en)                                                                         | Produzenten  | Länge |
| --- | ------------------------------------- | --------------------------------------------------------------------------------- | ------------ | ----- |
| 10. | Let It Roll, Part 2 (feat. Lil Wayne) | Dillard, Dwayne Carter Jr., Caren, Hedfors, Issac, Johnson, Judrin, Melki, Mobley | soFLY & Nius | 3:31  |

| Nr. | Titel                      | Autor(en)                                                                                | Produzenten                      | Länge |
| --- | -------------------------- | ---------------------------------------------------------------------------------------- | -------------------------------- | ----- |
| 11. | Whistle (Digi Remix)       | Tramar Dillard, David Glass, Marcus Killian, Justin Franks, Breyan Isaac, Antonio Mobley | soFLY & Nius, Axwell, Digi       | 3:32  |
| 12. | Whistle (Jakob Lido Remix) | Tramar Dillard, David Glass, Marcus Killian, Justin Franks, Breyan Isaac, Antonio Mobley | soFLY & Nius, Axwell, Jakob Lido | 6:00  |

## Rezensionen
Das Album bekam eher negative Kritik. Robert Copsey von Digital Spy beispielsweise meinte:

„He even gets Jennifer Lopez painstakingly linking candy with G-spots on 'Sweet Spot', though there is minor solace on Rick Ross-helmed 'Thinking of You'. The result has the cohesion of a compilation album, but then he is a 'singles artist’ after all.“

 und vergab dem Album nur .

## Kommerzieller Erfolg

### Chartplatzierungen
| ChartsChartplatzierungen       | Höchstplatzierung | Wochen |
| ------------------------------ | ----------------- | ------ |
| Deutschland (GfK)              | 16 (8 Wo.)        | 8      |
| Österreich (Ö3)                | 8 (8 Wo.)         | 8      |
| Schweiz (IFPI)                 | 7 (13 Wo.)        | 13     |
| Vereinigte Staaten (Billboard) | 14 (37 Wo.)       | 37     |
| Vereinigtes Königreich (OCC)   | 8 (20 Wo.)        | 20     |

| ChartsJahrescharts (2012)      | Platzierung |
| ------------------------------ | ----------- |
| Vereinigte Staaten (Billboard) | 186         |

### Auszeichnungen für Musikverkäufe
| Land/Region                  | Auszeichnungen für Musikverkäufe (Land/Region, Auszeichnung, Verkäufe) | Verkäufe |
| ---------------------------- | ---------------------------------------------------------------------- | -------- |
| Australien (ARIA)            | Gold                                                                   | 35.000   |
| Dänemark (IFPI)              | Platin                                                                 | 20.000   |
| Italien (FIMI)               | Gold                                                                   | 25.000   |
| Kanada (MC)                  | Gold                                                                   | 40.000   |
| Neuseeland (RMNZ)            | 3× Platin                                                              | 45.000   |
| Schweden (IFPI)              | Gold                                                                   | 20.000   |
| Vereinigte Staaten (RIAA)    | —                                                                      | 311.000  |
| Vereinigtes Königreich (BPI) | Gold                                                                   | 100.000  |
| Insgesamt                    | 5× Gold · 4× Platin ·                                                  | 596.000  |

Hauptartikel: Flo Rida/Auszeichnungen für Musikverkäufe